# Thetidia castiliaria
Thetidia castiliaria là một loài bướm đêm trong họ Geometridae.